# کره آجیل
کره آجیل یا کره مغزیجات یک ماده غذایی مالیدنی است که از آسیاب کردن مغزها یا دانه‌ها و تبدیل آنها به خمیر تهیه می‌شود. این کره دارای چربی بالا است انواع اصلی آن عبارتند از:
- بلوط
- فندق (کره فندق و نوتلا)

کره‌هایی هم هستند که از شفت درست می‌شوند مثل:
- بادام (کره بادام و خمیر بادام)
- بادام هندی (کره بادام هندی)
- ماکادمیا
- گردوی آمریکایی
- پسته
- گردو

می‌توان از دانه‌هایی که آجیل به حساب نمی‌آیند نیز کره درست کرد:
- تخم کدو
- دانه کنجد (به نام ارده)
- تخمه آفتابگردان (کره آفتابگردان)

کره بقولات شامل:
- بادام زمینی (کره بادام زمینی)
- سویا، به ویژه آجیل سویا (سویا بوداده)[۱]
- نخود (از ترکیب نخود با ارده، حمص درست می‌شود)